# Budnîțke, Malîn
Budnîțke (în ucraineană Будницьке) este un sat în comuna Iosîpivka din raionul Malîn, regiunea Jîtomîr, Ucraina.

## Demografie
Componența lingvistică a localității Budnîțke
     Ucraineană (100%)
Conform recensământului din 2001, toată populația localității Budnîțke era vorbitoare de ucraineană (100%).